# Potarophytum
Potarophytum là một chi thực vật có hoa trong họ Rapateaceae.